# Så funkar det (radioprogram)
Så funkar det är ett humorprogram med Anders Johansson och Måns Nilsson som sändes i Sveriges Radio P3 mellan juni 2001 och december 2003, och senare i Sveriges Radio P1 mellan maj och juli 2017. 
Grundidén var att lyssnarna fick ringa in och ställa frågor som Anders och Måns sedan försökte svara på genom att ringa upp personer som på något sätt var kopplade till fenomenet. 
När de till exempel fick en fråga om corioliskraften påverkar utflödet ur ett handfat ringde de till en polisstation på ekvatorn och fick svaret att vattnet roterade "åt vänster". Vid frågan "Vart tar ljuset vägen när man släcker lampan?" kontaktade de en belysningsaffär. 
I programmet ingick också inslaget Kvart i två-dansen där man med hjälp från musikklubben Sunkit bröt programmet 13:45 för att spela en märklig dansbandslåt - företrädesvis från det tidiga 1970-talet. Efter sändningarna gavs ett urval av dessa låtar ut på samlingsalbumet Kvart i två-dansen.

## Återkomsten 2017
Under sommaren 2017 återkom programmet Så funkar det i Sveriges Radio P1 som ersättare för På minuten under dess 10 veckor långa sommaruppehåll. Konceptet, inklusive programledarna och Kvart i två-dansen, var detsamma. 

## Så Funkar Det-podden
Som en introduktion till programmen sommaren 2017 startade Sveriges Radio i maj 2017 en poddversion av programmet. Dessa fortsatte även efter att radiosändningarna tog slut. Poddverksamheten ska ses som mer underhållande än faktabaserad, underrubriken är "Anders & Måns läser lyssnarfrågor och tänker högt". Fram till december 2020 har 93 avsnitt publicerats. 

## Fråga Anders och Måns-podden
I mars 2021 bekräftade Johansson och Nilsson genom ett pressmeddelande att de skulle starta en ny podd, Fråga Anders och Måns, och att första avsnittet skulle publiceras den 3 april samma år.